# Sematophyllites serratus
Sematophyllites serratus là một loài Rêu trong họ Sematophyllaceae. Loài này được (Göpp. & Berendt) J.-P. Frahm mô tả khoa học đầu tiên năm 2006.